# Рентоориентированное поведение
Рентоориенти́рованное поведе́ние в теории общественного выбора и экономической теории — деятельность индивидуумов, организаций или фирм, направленная на получение выгод путём манипулирования законодательными или экономическими условиями, а не путём производства и продажи товаров или услуг. Часто выступает в виде узурпации прав на перераспределение государственных ресурсов. Данный термин восходит к понятию экономической ренты, но в современном контексте он, как правило, связывается с государственным регулированием и злоупотреблением властными полномочиями, а не с земельной рентой.

## Описание понятия
В общем случае понятие рентоориентированного поведения подразумевает извлечение прибыли без участия в какой-либо продуктивной деятельности, например путём получения контроля над земельным участком или иными природными ресурсами либо введения законодательных обременений в некоторой сфере человеческой деятельности.
Рентоориентированное поведение считается негативным явлением, влекущим значительные потери общественного благосостояния.
Большинство исследований рентоориентированного поведения концентрируются на попытках захвата монопольных привилегий, например государственного регулирования некоторых сфер экономики, однако сам термин восходит к намного более древней и устоявшейся практике присвоения части доходов от экономической деятельности агентов за счёт владения или контроля над земельными участками, на которых эта деятельность осуществляется.
Другие типы рентоориентированного поведения связаны с попытками перераспределения благосостояния путём сдвига налоговой нагрузки на определённые группы экономических агентов или перераспределения государственных расходов.

## Развитие теории

### Предыстория
Критикуя Давида Рикардо, рассмотревшего земельную ренту и выявившую её дифференциацию в зависимости от качества земли, Карл Маркс подразделил её на два типа дифференциальной ренты: дифференциальную ренту I рода (возникающую при бо́льшей естественной производительности (плодородия) участка земли относительно «предельной» земли) и дифференциальную ренту II рода (возникающую при более высокой производительности земельного участка вследствие инвестиций собственника в повышение плодородия в сравнении с аналогичным участком, где инвестиций не было).
Дальнейшее развитие теория получила в работах Генри Джорджа, который полагал, что стоимость земли (и величина земельной ренты) в значительной степени определяется производством общественных благ и инфраструктуры (например, строительством дорог, общественных школ, поддержанием правопорядка и безопасности и т. д.), а не только деятельностью собственника. Подобная ситуация позволяет собственникам получать дополнительный выигрыш (ренту), демонстрируя рентоориентированное поведение. Чтобы пресечь его, Генри Джордж предлагал ввести земельный налог, полностью изымающий величину ренты в пользу государства.

### Появление теории
Однако, как явление, рентоориентированное поведение было впервые описано в 1967 году в работе Гордона Таллока при анализе монопольных рынков. Английский термин «rent seeking» был введен в 1974 году в работе Энн Крюгер. При этом слово рента использовалось в смысле введенного Адамом Смитом разделения доходов на прибыль, заработную плату и земельную ренту.
При экономическом поведении агентов, ориентированном на получение прибыли, происходит производство дополнительной стоимости за счёт взаимовыгодных трансакций между ними (сделок), что влечёт рост общественного благосостояния.
В отличие от этого, рентоориентированное поведение возникает в случае, когда третья сторона лишает одного из участников трансакции определённых возможностей, превращая иначе взаимовыгодную трансакцию в инструмент получения ренты другой стороной. Другими словами, рентоориентированное поведение не подразумевает прироста благосостояния агентов, а только перераспределение в чью-либо пользу уже имеющегося.
В то же время, критики концепции рентоориентированного поведения отмечают, что на практике может быть сложно различить поведение агентов, ориентированное на прибыль и рентоориентированное поведение.

### Парадокс Таллока
Гордон Таллок подметил и проанализировал парадоксально низкие затраты, связанные с получением права на ренту по сравнению с выгодами от ренты.
Парадокс заключается в том, что соискатели ренты, желающие получить право на неё, могут подкупать политиков по цене, намного меньшей, чем ценность услуги для соискателя. Например, соискателю ренты, который надеется получить миллиард долларов от определённого политического решения, может потребоваться на подкуп политиков всего лишь десять миллионов долларов, что составляет около 1 % потенциального дохода соискателя ренты. Луиджи Зингалес отмечал, что потенциально, получатели государственных субсидий должны тратить на их получение сумму, близкую с размеру самих субсидий, хотя на самом деле тратится лишь небольшая часть этой суммы.

#### Возможные объяснения
Было предложено несколько возможных объяснений парадокса Таллока:
- Избиратели могут наказывать политиков, которые берут большие взятки или ведут расточительный образ жизни. Это мешает политикам требовать крупные взятки от соискателей ренты.
- Конкуренция между различными политиками, стремящимися оказать услугу соискателям ренты, может снизить стоимость для соискателей.
- Отсутствие доверия между соискателями ренты и политиками из-за скрытого характера сделки и отсутствия как юридических средств правовой защиты, так и репутационных стимулов для обеспечения соблюдения требований, снижает цену, которую политики могут требовать за услуги.
- Соискатели ренты могут использовать небольшую часть полученной выгоды для внесения взносов в пользу политиков, создавших соответствующие законы.

### Примеры рентоориентированного поведения
Часто приводимым примером ренты является институт выдачи лицензий (медальонов) водителям такси. В той степени, в которой данная мера ограничивает общее предложение (не рассматривая вопросы обеспечения компетентности и качества обслуживания), запрет деятельности таксистов, не имеющих медальонов, приводит к получению владельцами медальонов дополнительных доходов от обычных рыночных трансакций.
Рентоориентированное поведение в области экономического регулирования часто возникает в форме лоббирования. Связанной с этим концепцией является захват государства, относящийся к соглашениям между фирмами и правительственными агентствами, призванными регулировать их деятельность, что приводит к расширению возможностей по извлечению ренты, особенно в ситуациях, когда агентство опирается на информацию о рынке, предоставляемую самой фирмой.
Концепция рентоориентированного поведения также применяется к описанию коррупции чиновников, требующих и получающих взятки за применение предоставленных им властных полномочий по собственному усмотрению. Примером являются чиновники налоговой службы, получающие взятки за снижение налоговой нагрузки на своих клиентов.

## Возможные последствия
С теоретической точки зрения, рентоориентированное поведение может приводить к возникновению значительного риска недобросовестного поведения (moral hazard). Если «покупка» благоприятного экономического окружения оказывается дешевле, нежели построение более эффективного производства, агенты будут выбирать первую возможность, получая доходы, не связанные с их вкладом в общественное благосостояние. Это приводит к неоптимальному распределению ресурсов, — затратам средств на лоббирование и контр-лоббирование, вместо вложений в исследования и разработки, улучшение бизнес-процессов, профессиональное развитие или дополнительные капитальные блага, — что, в конечном счете, тормозит экономический рост.
Рентоориентированное поведение коррумпированных государственных чиновников, предоставляющих индивидуумам или фирмам особые экономические привилегии, может открывать возможность эксплуатации ими других агентов. В частности, известно, что рентоориентированное поведение государственных чиновников может приводить к подъёму цен на общественные блага. Также показано, что рентоориентированное поведение в налоговых органах вызывает снижение бюджетных доходов.
Ряд экономистов считает, что налоговая система государства должна быть реформирована таким образом, чтобы прежде всего возвращать ренты, получаемые частными лицами от других агентов (в частности, связанные с землепользованием и загрязнением), а не облагать нагрузкой агентов, занятых в производительной экономической деятельности.